# Kuznetsova krivulja
Kuznetsova krivulja je v ekonomiji grafična upodobitev hipoteze, da z gospodarskim razvojem sile trga ekonomsko neenakost najprej povečajo in nato zmanjšajo. Hipotezo je prvi predstavil ekonomist Simon Kuznets v 1950. in 1960. letih.
Po eni od razlag tak razvoj pomeni, da se na začetku gospodarskega razvoja priložnosti za vlaganje za tiste z denarjem pomnožijo, dotok poceni delovne sile s podeželja pa ohranja plače nizke. V zrelih gospodarstvih pa mesto časovne razmejitve fizičnega kapitala kot glavnega vira rasti zavzame človeški kapital; neenakost pa rast upočasnjuje z zniževanjem stopnje izobraženosti, saj revnejši, finančno prikrajšani ljudje na nepopolnih kreditnih trgih nimajo sredstev za izobraževanje.
Kuznetsova krivulja predpostavlja, da se z industrializacijo države – in še zlasti z mehanizacijo kmetijstva – središče nacionalnega gospodarstva preseli v mesta. Ker notranja migracija kmetov, ki iščejo bolje plačano zaposlitev v urbanih središčih, povzroči pomembno ruralno-urbano neenakost (lastniki podjetij profitirajo, delavci v industrijskih panogah opažajo bistveno počasnejšo rast dohodka, delavci v kmetijstvu pa morda opažajo celo upad dohodka), se s povečevanjem števila prebivalcev mest zmanjšuje število prebivalcev podeželja. Neenakost naj bi se zmanjšala, ko je dosežena določena raven povprečnega dohodka in se lahko procesi industrializacije – demokratizacija in vzpon države blaginje – izrazijo v hitri gospodarski rasti in zvečanju dohodka na prebivalca. Kuznets je verjel, da neenakost sledi obrnjeni U-krivulji, saj se vzpne in nato z nadaljnjo rastjo dohodka na prebivalca spet pade.
Grafi Kuznetsove krivulje imajo obliko obrnjene U-krivulje, čeprav so spremenljivke vzdolž osi pogosto pomešane in se na osi Y ujemajo z neenakostjo ali Ginijevim koeficientom, na osi X pa z gospodarskim razvojem, časom ali dohodkom na prebivalca.
Po letu 1991 se je začela v tehnični literaturi o politiki varstva okolja pogosto pojavljati okoljska Kuznetsova krivulja, čeprav je njena uporaba na tem področju zelo sporna.

## Kuznetsovo razmerje
Kuznetsovo razmerje je razmerje med dohodkom gospodinjstev z najvišjim dohodkom (običajno zgornjih 20 odstotkov) in dohodkom gospodinjstev z najnižjim dohodkom, kar običajno obsega najnižjih 20 ali 40 odstotkov dohodka. Ob primerjavi 20 odstotkov z 20 odstotki ima popolna enakost vrednost 1; ob primerjavi 20 odstotkov s 40 odstotki se ta vrednost spremeni na 0,5.
Kuznets ta zgodovinski pojav razlaga z dvema podobnima spremembama:
1. prehod delavcev iz kmetijstva v industrijo; in
2. prehod kmetijskih delavcev v urbane zaposlitve.

Pri obeh razlagah se neenakost zmanjša po prehodu 50 odstotkov delovne sile v bolje plačani sektor.

## Kritika
Kritiki Kuznetsove krivulje trdijo, da oblika črke U ni posledica razvoja v posameznih državah, ampak zgodovinskih razlik med državami. Kuznets se je pri oblikovanju hipoteze naslonil na podatke številnih držav s srednjim dohodkom v Južni Ameriki, kjer so ravni neenakosti visoke. Pri upoštevanju te spremenljivke krivulja izgubi obliko črke U  (glej npr. Deininger and Squire, 1998). Fields (2001) je ob upoštevanju empiričnih dokazov na podlagi širokega nabora držav ali daljšega časovnega obdobja sklenil, da Kuznetsova hipoteza ne drži.
Gabriel Palma, predavatelj na Univerzi v Cambridgeu, pred kratkim ni našel nobenih dokazov za Kuznetsovo krivuljo neenakosti:
»Statistični dokazi za 'ascendentni' del obrnjenega U-ja odvisnosti neenakosti od dohodka na prebivalca se očitno izgubijo, saj imajo številne države z nizkim in nižjim srednjim dohodkom razporeditev dohodka, ki je podobna kot v večini držav s srednjim dohodkom (razen v državah Latinske Amerike in Južne Afrike). Polovica Podsaharske Afrike in številne države v Aziji, vključno z Indijo, Kitajsko in Vietnamom, imajo zdaj namreč podobno razporeditev dohodka kot Severna Afrika, Karibi in novoindustrializirane države drugega razreda. Ta raven pa je podobna ravni polovice novoindustrializiranih držav prvega razreda, sredozemske Evropske unije in anglofonskega OECD (razen Združenih držav Amerike). Posledično zdaj v državah z Ginijevim koeficientom blizu 40 živi približno 80 odstotkov svetovnega prebivalstva.«
Palma nato opozori, da imajo med državami s srednjim dohodkom drugačno razporeditev neenakosti samo države v Latinski Ameriki in Afriki. Namesto prileganja Kuznetsovi krivulji razdeli prebivalstvo po dohodkovni neenakosti v decile, ki zajemajo 10 odstotkov prebivalstva. Palma nato pokaže, da je pri neenakosti v državi mogoče opazovati dva trenda razporeditve:
»Prvi trend je 'centrifugalni' in poteka na obeh repih razporeditve—pomeni večje razlike v deležu zgornjih 10 odstotkov in spodnjih 40 odstotkov znotraj države. Drugi trend je 'centripetalni' in poteka v sredini—pomeni izrazito enoličnost med državami v deležu dohodka, ki pripada polovici prebivalstva med 5. in 9. decilom.«

Delež najbogatejših 10 odstotkov prebivalstva torej vpliva na delež najrevnejših 40 odstotkov prebivalstva, delež prebivalstva s srednjim do zgornjim srednjim dohodkom pa ostaja med vsemi državami enak.

## Okoljska Kuznetsova krivulja
Okoljska Kuznetsova krivulja (OKK) je hipotetično razmerje med kakovostjo okolja in gospodarskim razvojem: različni kazalniki propadanja okolja se s sodobno gospodarsko rastjo slabšajo, dokler povprečni dohodek ne doseže določene točke, nato pa se začnejo izboljševati. OKK torej kaže, da je »rešitev onesnaževanja gospodarska rast«.
Čeprav je OKK predmet debate, je na voljo precej dokazov o tem, da ima krivulja odvisnosti različnih kazalnikov stanja okolja, npr. onesnaženosti vode, onesnaženosti zraka in okoljskega odtisa, od dohodka na prebivalca in bruto domačega proizvoda obliko črke U. Ta trend opažajo pri številnih onesnažilih, npr. žveplovem dioksidu, dušikovem oksidu, svincu, DDT, klorofluoroogljikih, odplakah in drugih snoveh, ki so se v preteklosti neposredno izpuščale v zrak ali vodo. Kuznetsovi krivulji naj bi sledilo tudi krčenje gozdov. Po drugi strani pa naj bi bogatejše države gozdove ohranjale z »izvažanjem« krčenja gozdov.
Uporabnost OKK pa je vprašljiva pri drugih onesnažilih, uporabi nekaterih naravnih virov in ohranjanju biodiverzitete. Z rastjo dohodka se npr. ne zmanjša poraba energije, površin in virov (t. i. okoljski odtis). Čeprav se je razmerje med porabo energije glede na realni BDP zmanjšalo, skupna poraba energije v večini razvitih držav še vedno narašča, prav tako pa naraščajo skupni izpusti številnih toplogrednih plinov. Poleg tega v razvitih državah še naprej upadajo številne ključne ekosistemske storitve, npr. razpoložljivost sladke vode (Perman in sod., 2003), plodnost tal in ribje populacije. Zagovorniki OKK trdijo, da razlika pri tem hipoteze ne ovrže nujno, ampak je morda treba pri različnih ekosistemih, gospodarskih razmerah, regulacijskih shemah in tehnologijah uporabiti različne Kuznetsove krivulje.
Yandle in sod. trdijo, da OKK ne velja za ogljik, saj večina onesnažil (npr. svinec, žveplo) učinkuje lokalno, zato je pripravljenost za ukrepanje večja. Ob razvoju države namreč mejna vrednost odstranjevanja tovrstnih onesnažil začne močno neposredno vplivati na kakovost življenja državljanov. Po drugi strani zmanjševanje izpustov ogljikovega dioksida nima dramatičnega vpliva na lokalni ravni, zato sta edina motiva za njihovo zmanjševanje altruziem in izboljševanje globalnega okolja. To privede do tragedije skupnega, pri čemer vsakomur koristi, da onesnažuje, nikomur pa ne koristi, če si prizadeva za čistejše okolje, končni izid pa je zato za vse slabši (Hardin, 1968). Tako se celo v državi z visokimi dohodki, npr. ZDA, izpusti ogljikovega dioksida ne zmanjšujejo skladno z OKK. Toda pri tem ni jasno, ali izpusti CO2 sledijo Kuznetovi krivulji, saj gre za globalno onesnažilo, pri katerem je treba uporabnost Kuznetsove krivulje šele presoditi. Yandle in sod. poleg tega zaključujejo, da bi morale biti za okolje dobre politike, ki spodbujajo gospodarsko rast (trgovinska liberalizacija, gospodarsko prestrukturiranje in reforma cen).
Drugi kritiki poudarjajo, da imajo raziskovalci različna mnenja tudi o obliki krivulje v daljšem obdobju. Millimet in Stengos trdita, da ima krivulja dejansko obliko črke N, kar pomeni, da se z razvojem države onesnaževanje povečuje, po doseženem določenem BDP se začne zmanjševati, nato pa se znova povečuje. Čeprav o takih ugotovitvah še vedno razpravljajo, bi se lahko izkazale za pomembne, saj obravnavajo vprašanje, ali se začne onesnaževanje, ko je presežen določen gospodarski prag, res zmanjševati ali pa gre le za zmanjšanje lokalne ravni onesnažil in izvoz onesnaževanja v države v razvoju. Levinson zaključuje, da okoljska Kuznetsova krivulja ne zadostuje za oblikovanje politik varstva okolja ne glede na to, ali gre za politiko nevmešavanja ali poseganja, čeprav jo mediji uporabljajo na ta način.
Stern opozarja, da lahko zelo hitro pride do napačne ekonometrije in da je iz zgodovine OKK razvidno, kaj vse gre lahko narobe. Ugotavlja, da je bilo »zelo malo pozornosti posvečene statističnim lastnostim uporabljenih podatkov, npr. serijski odvisnosti ali stohastičnim trendom časovnih vrst, prav tako pa je bilo izvedenih ali predstavljenih zelo malo testov ustreznosti modelov. Eden od glavnih namenov ekonometrije pa je preskušanje, katere navidne povezanosti ... so veljavne in katere so lažne korelacije.« Jasno pove: »Ob upoštevanju tovrstnih statističnih podatkov in uporabi ustreznih tehnik ugotovimo, da OKK ne obstaja (Perman in Stern, 2003). Namesto tega si lahko vpliv gospodarske rasti in tehnoloških sprememb na kakovost okolja ogledamo stvarneje. Zdi se, da se večina kazalnikov propadanja okolja z rastjo dohodka monotono povečuje, čeprav je dohodkovna elastičnost manjša od 1 in ni odvisna samo od dohodka. Časovno pogojeni učinki zmanjšujejo onesnaževanje okolja v državah z vsemi ravnmi dohodka. Vendar pa v hitro razvijajočih se državah s srednjim prihodkom učinek obsega, ki povečuje onesnaževanje in drugo uničevanje okolja, prevlada nad učinkom časa. V bogatih državah je rast počasnejša, prizadevanja za zmanjšanje onesnaževanja pa lahko prevladajo nad učinkom obsega. To je podlaga za navidezni učinek OKK.«